# Герролд, Дэвид
Дэвид Герролд (англ. David Gerrold; 24 января 1944 года, Чикаго, США) — американский писатель, пишущий в жанрах научной фантастики и фэнтези. Широко известен как сценарист популярных телевизионных сериалов «Звёздный путь: Оригинальный сериал», «Звёздный путь: Анимационный сериал», «Сумеречная зона», «Land of the Lost», «Вавилон-5», «Скользящие», «Бегство Логана» и «Tales From The Darkside».

## Биография
Герролд Дэвид Фридман родился 24 января 1944 года в Чикаго (штат Иллинойс). Учился в университете Южной Калифорнии и университете штата Калифорния в Нортридже по направлениям журналистика, кинематограф и театральное искусство. После учёбы Герролд работал помощником управляющего в отделе игрушек универмага, в книжном магазине «для взрослых», продюсером на телевидении, вёл колонки рецензий в научно-фантастических журналах «Звёздный лог» и «Галилео», колонку в компьютерном журнале «Профайлс».
В сентябре 1966 года Герролд написал сценарий для эпизода телесериала «Звёздный путь» под названием «Завтра было вчера» (англ. Tomorrow Was Yesterday), одна из сюжетных линий которого впоследствии была переработана в полноценную серию и экранизирована под названием «Проблема с трибблами» (англ. The Trouble With Tribbles), став, согласно мнению «Paramount Pictures», самой популярной серией за всю историю существования этого телешоу.
С 1976 года в течение нескольких лет ассистенткой Герролда работала Диана Дуэйн, в дальнейшем сама ставшая известной писательницей.
С 1982 по 1999 год Герролд вёл курс для сценаристов в университете Пеппердайна, расположенном в городе Малибу.

## Награды
- 1965 — приз ассоциации «Educational Film Library» за 10-минутную короткометражку «A Positive Look At Negative Numbers» (для «Sigma Educational Films»).
- 1979 — Мемориальная премия Эдварда Э. Смита.
- 1994 — Премия «Небьюла» в номинации Короткая повесть (Novellette) за Мой сын — марсианин (англ. The Martian Child, 1994 год).
- 1995 — Премия «Локус» (англ. Nebula Award) в номинации Короткая повесть (Novellette) за Мой сын — марсианин (англ. The Martian Child, 1994 год).
- 1995 год — Премия Премия «Хьюго» в номминации Короткая повесть (Novellette) за Мой сын — марсианин (англ. The Martian Child, 1994 год).
- 1995 год — Премия «HOMer» за рассказ «Мой сын — марсианин» (1994).